# Corona (группа)

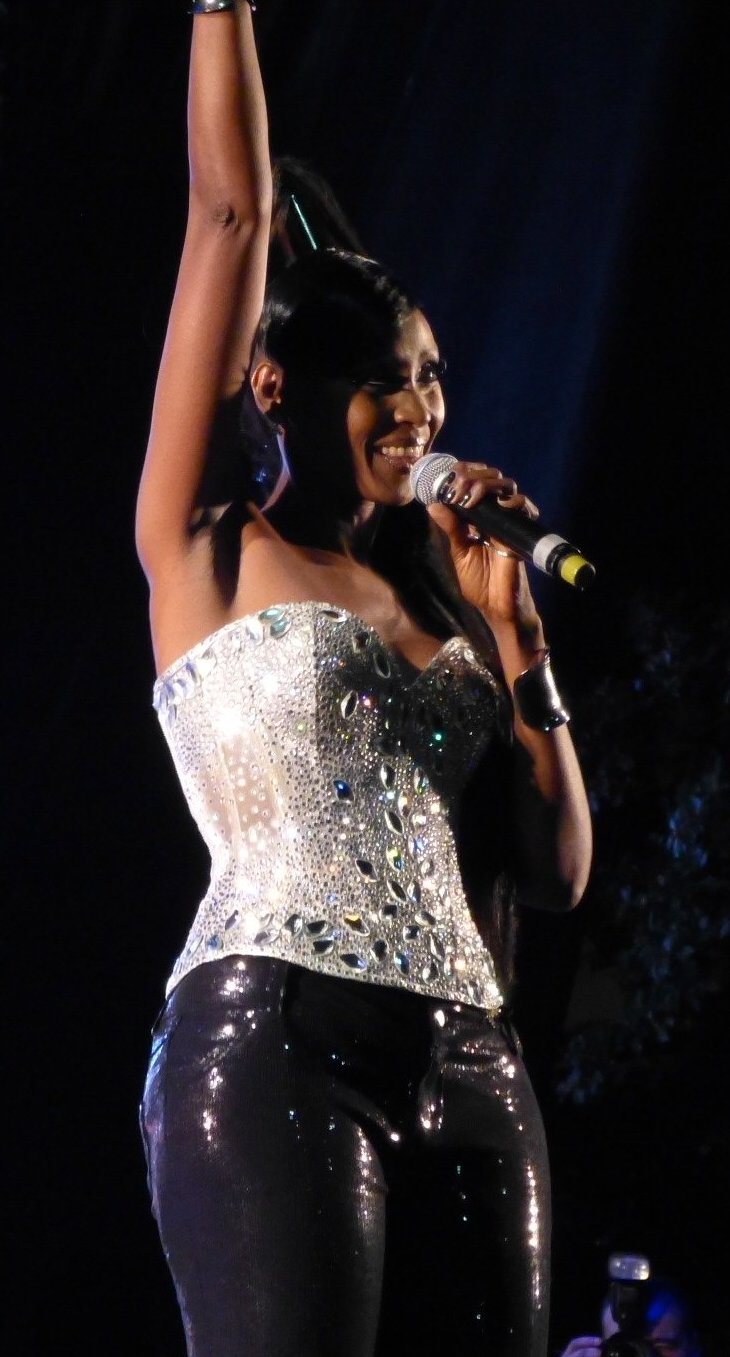
2013 год

Corona («Корона») — итальянский евродэнс-проект, созданный продюсером Francesco Bontempi (Lee Marrow), лицом которого является певица Ольга да Суза.
Francesco родился в Marina Di Carrara 23 июля 1957 года. Он писал песни группы. Olga Souza, певица, родилась в Рио-Де-Жанейро 16 июля 1968 года. Она работала в банке. Она прибыла в Италию через несколько лет после того, как ее близкий друг, футбольная легенда Pele, рассказал ей о красивой Италии. Когда Olga прибыла в Италию, она встретила Francesco («Checco» так звали его друзья), у него уже были такие хиты как «Push the beat» для Cappella, «Shangai», «To go crazy», «Pain» и «Do you want me» для Lee Marrow.
Вскоре после их первой встречи Olga и Francesco начали новый проект под имени Corona. Первая песня «The Rhythm of The Night» (с вокалом Giovanna Bersola, она же Jenny B) была выпущена в декабре 1993 года на лэйбле DWA (Италия). Песня была выпущена в Европе и США. Несколькими неделями позже песня достигла № 1 в Италии и оставалась там в течение 13 недель. В 1994 году это был наиболее успешный проект.
В то время как Corona начала принимать участие в шоу на телевидении, в фотосессиях, Francesco готовил новые песни к альбому. За это время было продано более 400 тыс. копий «The Rhythm of The Night» (золотой статус). В США песня занимала место в первой десятке, была № 1 в Канаде.
Несколько месяцев прошло перед выпуском новых cинглов, потому что в странах типа Японии, США и Великобритании «The Rhythm of The Night» был всё ещё очень популярным. Вернулись они в марте '95 с синглом «Baby Baby» (с вокалом Сэнди Чамберс) — ему сопутствовал полный международный выпуск.
Апрель 1995 года начался с выпуска ожидаемого альбома The Rhythm of The Night (все песни спеты Сэнди Чамберс). Альбом был записан в Италии.
Corona начала тур, чтобы продвинуть свой альбом. Америка любила Corona, ее красивую улыбку, и дружественное отношение не могло быть не замечено. Радио и продюсеры телевидения были чрезвычайно рады относительно наличия у них на шоу той самой Corona.
Июль 1995 года дал США «Try me out» — № 2 в Италии и № 14 в Великобритании. Эта песня достигла вершины в большинстве чартах мира. Такие как MK, Alex Party, Lee Marrow делали ремиксы этой композиции.
В ноябре 1995 года вышел сингл «I don’t wanna be a star». Песня была cделана в различных стилях. Летом 1996 года Corona была приглашена на Festivalbar (главное итальянское шоу летом)
Третий альбом And Me U был выпущен в 2001 году бразильской студией Abril Music под названием Corona X. На этот раз вокал исполняли новые вокалистки, сестры Бернадетт «Брэнди» Джонс и Бэмби Джонс (умершие от рака в 2010 году). Хотя Бонтемпи был соавтором некоторых материалов для альбома, он не участвовал в продюсировании и покинул группу. В 2004 году в знак уважения родной Бразилии де Соузы, Corona спела «A cor dos teus olhos» («Цвет твоих глаз»). Де Соуза описала эту песню как отпечаток ее детских воспоминаний. Это был хит. В том же году «Garota Brasileira», песня со звуками самбы, стала хитом в Японии.
К концу 2005 года Соуза, наконец, вновь появилась на европейской музыкальной сцене с песней «Back in Time», заняв 36-е место в итальянских чартах. За ней последовала «Я буду твоей леди» (2006), первая песня, написанная в соавторстве с де Соуза.
Альбом Corona Y Generation (2010) занял первое место в итальянском чарте танцевальных альбомов iTunes. Первым синглом был «Angel», за ним последовали «Saturday» и «My Song». Последний сингл Corona, «Super Model», достиг 44 места в итальянском чарте синглов и позже был включен в переиздание альбома под названием Y Generation Remixed.

## Дискография
См. «Corona (band)#Discography» в англ. разделе.